# Bredo von Munthe af Morgenstierne (1774–1835)
Bredo Henrik von Munthe af Morgenstierne, född 27 september 1774, död 3 juni 1835, var en dansk jurist. Han var farfar till Bredo von Munthe af Morgenstierne (1851-1930) och Wilhelm von Munthe af Morgenstierne.
Munthe af Morgenstierne blev assessor vid hovrätten i Köpenhamn 1800 och 1802 højesteretsadvokat. 1804 blev han avsatt för ett formfel. Han livnärde sig därefter som violinist i Tyskland, kom 1806 till Norge och 1814 i norsk statstjänst, från 1820 sorenskriver. I sitt nya hemland gjorde han en bemärkt insats som politiker.